# Home by the Sea
Home by the Sea / Second Home by the Sea is een suite van twee nummers van de Britse band Genesis. Het nummer verscheen op het naar de band vernoemde album uit 1983. Op 31 oktober van dat jaar werd het nummer uitgebracht als de derde single van het album.

## Achtergrond
De tekst van Home by the Sea is geschreven door toetsenist Tony Banks, terwijl de gehele band verantwoordelijk is voor de muziek. Het nummer is geproduceerd door de band in samenwerking met Hugh Padgham. Het nummer gaat over een inbreker die een strandhuis binnenkomt, maar erachter komt dat het wordt bewoond door spoken. De inbreker wordt gevangen genomen door de spoken, die hem dwingen om voor de rest van zijn leven naar hun verhalen te luisteren.
Home by the Sea werd geschreven in een periode waarin Genesis de progressieve rock achter zich begon te laten en meer commerciële muziek ging maken. Als resultaat worden simpele hooks uit de popmuziek gecombineerd met een lang, instrumentaal gedeelte dat meer de progressieve kant op gaat, waardoor het nummer in feite uit twee delen bestaat. Samen duren Home by the Sea en Second Home by the Sea meer dan elf minuten. In een interview vertelde zanger en drummer Phil Collins dat het nummer een voorbeeld is van hoe de band vaak muziek opnamen zonder samen te spelen. Eerst werd met een drumcomputer een ritme opgenomen, waarna de bandleden voorbeelden van de zang en instrumentatie inspeelden. Deze voorbeelden werden later in een definitieve versie opnieuw opgenomen, waarbij ook een echte drumpartij werd toegevoegd.
Home by the Sea is in een aantal landen als single uitgebracht. Het behaalde enkel de hitlijsten in Australië en Nieuw-Zeeland, waar het respectievelijk de tachtigste en vierde plaats behaalde. Daarnaast kwam het in de Verenigde Staten tot plaats 24 in de Mainstream Rock Tracks-lijst. Second Home by the Sea verscheen daarnaast ook op de B-kant van de single Congo uit 1997. Een videoclip, waarin de twee nummers werden gecombineerd, werd op 21 januari 1984 opgenomen in de Reunion Arena in Dallas; Collins bleef hier gedurende het laatste couplet achter de drumkit zitten.

## NPO Radio 2 Top 2000
| Nummer met noteringen in de NPO Radio 2 Top 2000 | '18  | '19  | '20  | '21  | '22  | '23  | '24  |
| ------------------------------------------------ | ---- | ---- | ---- | ---- | ---- | ---- | ---- |
| Home by the Sea                                  | 1631 | 1503 | 1508 | 1738 | 1438 | 1489 | 1656 |

1. ↑  Een vetgedrukt getal geeft de hoogste notering aan.
2. ↑  2018 was het eerste jaar met een notering voor dit nummer.